# Heterorachis viettei
Heterorachis viettei är en fjärilsart som beskrevs av Claude Herbulot 1954. Heterorachis viettei ingår i släktet Heterorachis och familjen mätare. Inga underarter finns listade i Catalogue of Life.